# Bakuman
Bakuman (яп. バクマン。, стилізовано як BAKUMAN。) — японська серія манґи, написана Цуґумі Обою та проілюстрована Такеші Обатою, тією ж творчою групою, що відповідальна за Зошит смерті. Серіал виходив у журналі сьонен-манґи Weekly Shonen Jump видавництва Shueisha з серпня 2008 по квітень 2012 року. 176 розділів зібрані у 20 томів. Історія розповідає про талановитого художника Морітаку Машіро та письменника-початківця Акіто Такаґі, двох учнів дев'ятого класу, які хочуть стати художниками манґи, причому Машіро — ілюстратором, а Такаґі — письменником. Деякі персонажі нагадують реальних авторів і редакторів Weekly Shonen Jump, а багато назв манґи, згаданих у Бакумані, насправді видавалися в журналі.
Це перша манґа, випущена Shueisha онлайн кількома мовами, перш ніж вона стала доступною у друкованому вигляді за межами Японії. 75-серійна аніме-адаптація від J.C.Staff транслювалася протягом трьох сезонів на NHK Educational TV з жовтня 2010 року по березень 2013 року. Жива адаптація вийшла в жовтні 2015 року.
Bakuman очолив список Kono Manga ga Sugoi! для читачів-чоловіків у 2010 році, була сьомою найбільш продаваною серією манґи 2011 року та 10-ю найкращою серією манґи 2012 року. Тираж манґи перевищив 15 мільйонів копій.

## Сюжет
Коли Морітака Машіро, учень середньої школи, забуває свій зошит на уроці, він знаходить свого однокласника Акіто Такаґі, який записує малюнки Машіро. Такаґі просить його стати художником манґи для його історій. Однак Машіро відмовляється, посилаючись на свого покійного дядька-художника манґи, який помер від перевтоми. Такаґі спонукає Машіро зустрітися з Міхо Азукі, дівчиною, яка подобається Машіро, і розповідає їй, що вони планують стати художниками манґи. У відповідь Азукі розкриває свої плани стати актрисою озвучування. Машіро пропонує їй, щоб вони обидва одружилися, коли Азукі стане актрисою озвучення для аніме-адаптації їхньої манґи. Вона погоджується, але за умови, що до того часу вони більше не зустрічатимуться віч-на-віч. Тоді двоє хлопців починають створювати манґу під псевдонімом Муто Ашіроґі, сподіваючись, що її серіал опублікують у Weekly Shōnen Jump.
Надіславши багато ван-шотів, Ашіроґі починають свою першу серіальну манґу у Weekly Shōnen Jump під назвою Detective Trap (яп. 疑探偵TRAP（ぎたんていトラップ）, Gitantei Torappu), яку зрештою було скасовано через зниження популярності, після госпіталізації Машіро за надмірну роботу. Їхньою наступною серією є ґеґ-манґа Vroom, Tanto Daihatsu (яп. 走れ!大発タント, Hashire! Daihatsu Tanto), яку вони кидають, розуміючи, що вона ніколи не стане популярною, у поєднанні з труднощами Такаґі з написанням швидкого гумору. Після виклику головного редактора Jump створити кращу манґу, ніж у суперника, Ашіроґі розробляє серію Perfect Crime Party (яп. PCP -完全犯罪党-, PCP -Kanzen Hanzaitō-). Твір користується значною популярністю, але через свою тему не підходить для аніме-серіалу. Коли їхній суперник, Ейдзі Нізума, надсилає ван-шот для серіалізації, Ашіроґі змагається, подаючи Reversi, який замінює Perfect Crime Party, тоді як останній переходить до вигаданого щомісячного журналу, Hisshou Jump. Після багатьох конфліктів, пов'язаних із продажами графічного роману та вибором актриси озвучування, Reversi вибирають для адаптації аніме з Міхо як головною актрисою, після того як вона пройшла публічне прослуховування. Після здійснення своїх мрій манґа закінчується тим, що Машіро офіційно робить пропозицію Міхо в тому місці, де вони дали свою обіцянку, перед воротами старого будинку Міхо, після чого відбувається їхній перший поцілунок.

## Виробництво
Цугумі Оба придумав ідею Bakuman, подумавши про всіх людей, які прагнуть бути художниками манґи. Оскільки він працює в індустрії, він відчував, що може створити манґу про манґу. Такеші Обата, ілюстратор серії, сказав, що назва «означає бакухацу (вибух), бакучі (азартна гра) і баку (тварина, яка нібито їсть сни)… Це має багато значень, і я думаю, що це дуже весела назва».
Коли нинішнього головного редактора Weekly Shōnen Jump Хіроюкі Накано запитали, наскільки процес манґи, зображений у Bakuman, відповідає дійсності, він сказав, що як твір фантастики деякі речі перебільшені для досягнення драматичного ефекту: «Але там є багато деталей з реального життя, тому я думаю, що це досить близько». У Bakuman чимало посилань на манґу Фуджіко Фуджіо «Manga Michi», напівавтобіографічної серії манґи з подібною передумовою, яку Обата дуже полюбляє.

## Медіа

### Манґа
Написана Цугумі Обою та проілюстрована Такеші Обатою, манґа Бакуман публікувавлася в журналі Weekly Shonen Jump видавництва Shueisha з 11 серпня 2008 року до 23 квітня 2012 року. 176 розділів було зібрано у 20 томів.
Кілька розділів серії були опубліковані на офіційному вебсайті Jumpland японською, англійською, французькою та німецькою мовами; перший розділ вийшов 19 серпня 2008 року. Це перша манґа Shueisha, яка була випущена онлайн кількома мовами, перш ніж стати доступною у друкованому вигляді за межами Японії.

### Аніме
У другому випуску Weekly Shōnen Jump 2010 року було анонсовано 25-серійний аніме-серіал, заснований на Бакумані. Створений студією J.C.Staff, він почав транслюватися на NHK 2 жовтня 2010 року і тривав до 2 квітня 2011 року. У грудні 2010 року Weekly Shōnen Jump оголосив, що другий сезон вийде в ефір восени 2011 року; він тривав з 1 жовтня 2011 року по 24 березня 2012 року. Третій і останній сезон було оголошено в 3/4 (2012) комбінованому випуску Weekly Shōnen Jump і розпочато в ефір 6 жовтня 2012 року. З 6 жовтня 2012 року по 30 березня 2013 року вийшло 25 серій.

### Жива адаптація
Екранізація Бакумана вийшла 3 жовтня 2015 року. Сценаристом і режисером фільму є Хітоші Оне, у фільмі зіграли Такеру Сато в ролі Морітаки Масіро та Рюноске Камікі в ролі Акіто Такаґі. Японський рок-гурт Sakanaction виконав саундтрек Motion Music of Bakuman, включаючи пісню Shin Takarajima, яку вони випустили як сингл за чотири дні до виходу фільму.
П'єса Bakuman The Stage йшла в трьох місцях у Токіо та Осаці протягом жовтня 2021 року. Записаний виступ був оприлюднений на домашньому відео 29 березня 2022 року.

### Інші медіа
Bakuman отримав Vomic-адаптацію з чотирьох епізодів, де голос акторів, музика та звукові ефекти звучать під час появи зображень манґи на екрані. Серії транслювалися в телевізійному шоу Sakiyomi Jum-Bang! у червні 2009 року. Машіро і Такаґі озвучили Джун Фукуяма і Сінносуке Татібана відповідно.
Відеогра на основі Bakuman була створена для Nintendo DS компанією Namco Bandai Games. Bakuman.: Mangaka e no Michi (яп. バクマン。マンガ家への道) було випущено в Японії 15 грудня 2011 року.
2 жовтня 2015 року видавництво Shueisha випустило роман під назвою PCP -Perfect Crime Party, заснований на однойменній вигаданій манзі, створеній Такаґі та Машіро в Бакумані. Її написав Сей Хацуно, хоча оригінальна історія приписується вигаданому псевдоніму Такаґі та Машіро «Муто Ашіроґі».

## Сприйняття
Джейсон Томпсон посилався на Бакумана як «любовний лист до манґа-індустрії, зроблений у старовинному стилі сьонен». Він відчув, що, незважаючи на те, що процес створення манґи може мати «забагато тексту», це, зрештою, «героїчна історія самовдосконалення, дружби та прагнення до успіху». Томпсон назвав персонажів лиходіїв найцікавішими, але назвав серіал сексистським, оскільки жінки зображуються лише як «запеклі, чоловіконенависницькі віраго, мотивовані образою на чоловіків», або як «терплячі помічниці». Карло Сантос з Anime News Network був здивований тим, що Бакуман має успіх не лише як манґа про манґу, але й як повсякденна історія про мрії юності. Хоча він похвалив суперечливі точки зору головних героїв, Сантос зауважив, що серіал може навчитися з попереднього серіалу Оби та Обати Зошит смерті; коментуючи, що початок не такий захоплюючий, а повороти сюжету «досить слабкі» і «здаються дрібними вигадками». Незважаючи на це, він вважає серіал «черговим хітом». Аллегра Франк з Polygon, здається, не погоджується з критикою Сантоса, називаючи Бакумана «милим, кумедним перегортанням сторінок», який захоплює з самого початку, як і Death Note, тільки «зовсім іншим, набагато більш стриманим способом».
Крістофер Батчер, рецензуючи перший том для About.com, високо оцінив мистецтво, назвавши його «цілком можливо, найкраще намальованою манґою на сьогодні». Він також насолоджувався закулісною інформацією про індустрію манґи. Як і Томпсон, Батчер заявив, що хоча йому це сподобалося, він має сумніви щодо рекомендації Bakuman, бо він «жахливо сексистський». У статті, в якій обговорюється недорозвиненість головних жіночих персонажів, Грегорі Сігал з Comic Book Resources писав, що деякі шанувальники припускають, що включення таких тропів у серіал є формою метакоментарів щодо традиційного зображення жінок у манзі сьонен.